# 瓣蹼鹬属
瓣蹼鹬属（學名Phalarope）是鴴形目鷸科的一屬涉禽，有時也被單獨列爲一科。現存包括三種已知物種：
- 红瓣蹼鹬 Phalaropus fulicaria，分佈於北極圈附近，冬季徙往熱帶海洋地區。
- 红颈瓣蹼鹬 Phalaropus lobatus
- 威氏瓣蹼鹬 Phalaropus tricolor，分佈於北美西部，冬季徙往南美。

## 相關影片
- 瓣蹼鹬相關影片